# Аттільо Піччіоні
Аттільо Піччіоні (італ. Attilio Piccioni; 14 червня 1892, Поджо-Бустоне, провінція Рієті, Лаціо — 10 березня 1976, Рим) — італійський політик, міністр помилування і юстиції (1950—1951), міністр закордонних справ (1954, 1962—1963).

## Біографія

### Ранні роки
Народився за різними відомостями або 14 червня 1892 року, або 14 квітня 1892 року, або 14 липня 1892 року в Поджо-Бустоне, в родині шкільних вчителів — Джузеппе Піччіоні і Гаетано Фабиани, дев'ятим з десяти братів. Закінчив католицьку гімназію і ліцей у Рієті, потім з відзнакою закінчив юридичний факультет Римського університету. Брав участь у Першій світовій війні, спочатку в лавах берсальєрів, потім як льотчик-інструктор.

### Політична кар'єра
Після війни став адвокатом, увійшов в число засновників Італійської народної партії, з 1919 по 1924 рік складався в її Національну раду (вважався видатним представником лівого крила партії, співпрацював в туринському виданні Pensiero popolare. Після Другої світової війни приєднався до Християнсько-демократичної партії, з 1946 по 1949 рік був її національним секретарем.
11 вересня 1944 року, після звільнення Флоренції, де проживав з 1939 року і з 1943 року брав участь у підпільній роботі християнських демократів, Піччіоні був кооптований до Національної ради, а 2 червня 1946 року обраний до Установчих зборів Італії.
У 1948—1958 роках перебував у фракції ХДП Палати депутатів 1-го і 2-го скликань (з 31 грудня 1956 року очолював фракцію).
З 27 січня 1950 по 26 липень 1951 року був міністром помилування і юстиції в шостому уряді Де Гаспері.
У сьомому уряді Де Гаспері з 26 липня 1951 по 16 липня 1953 року обіймав крісло заступника голови Ради міністрів Італії і міністра без портфеля, виконуючи в цей період функції прем'єр-міністра (19 лютого і 7 вересня 1952 роки) і виконуючого обов'язки міністра у справах італійської Африки (в той ж терміни).
З 16 липня по 17 серпня 1953 року в восьмому уряді Де Гаспері знову був заступником прем'єр-міністра і міністром без портфеля.
Міністр закордонних справ Італії в першому уряді Фанфаном з 18 січня по 10 лютого 1954 року і потім до 19 вересня 1954 року — в першому уряді Шельби.
Пішов у відставку з міністерської посади через пред'явлених його синові П'єро Піччіоні разом з маркізом Монтанья звинувачень в причетності до вбивства Вільми Монтезі, на ім'я якої ця історія стала відомою як «справа Монтезі».
З 1958 по 1976 рік перебував у фракції ХДП Сенату з 3-го по 6-е скликання.
Заступник прем'єр-міністра і міністр без портфеля в третьому уряді Фанфані з 26 липня 1960 по 21 лютого 1962 року.
У четвертому уряді Фанфаном з 21 лютого 1962 по 21 червня 1963 року обіймав посаду заступника прем'єр-міністра, а з 21 лютого по 29 травня 1962 — міністра без портфеля. Міністр закордонних справ з 29 травня 1962 по 21 червня 1963 року.
Далі з 21 червня по 4 грудня 1963 року був в першому уряді Леоне заступником прем'єр-міністра і міністром закордонних справ, а потім до 22 липня 1964 року — міністром без портфеля в першому уряді Моро.
Міністр без портфеля в третьому уряді Моро з 23 лютого 1966 по 24 червня 1968 року і потім в другому уряді Леоне до 12 грудня 1968 року.
Помер в Римі 10 березня 1976 року.